# سانت ريس
سانت ريس، معروف أيضا باسم Iraida، Irais، Herais أو Rhais. وهو شهيد التكريم من الكاثوليك والكنائس الأرثوذكسية الشرقية. وفقا لحساب واحد، قالت انها كانت ابنة كاهن مسيحي يعيشون في الإسكندرية بمصر، وفي سن الثانية عشرة أرسل لها لكي تعيش في دير المرأة في تمان. وذات يوم في عام 303ميلادية، خلال فترة الاضطهاد على نطاق واسع من المسيحيين في عهد الإمبراطور الروماني دقلديانوس، ذهبت إلى بئر لسحب المياه مع راهبات أخريات. وعلى الطريق رأوا سفينة مع مجموعة من الراهبات والرهبان وغيرهم من المسيحيين مقيدين بالسلاسل ويتعرضون للإيذاء من قبل وكيانوس. وبخت ريس هؤلاء العابثين وأصرت على قتلها كذلك كما كانوا يقتلون المسيحيين، فسجنت نتيجة ذلك وعندما وصلت السفينة انطيونوبوليس، كانت ريس أول من مات بينهم. عندما صاح وكيانوس "أبصق على اله المسيحية"، اعترضت ريس، وصعدت وبصقت في وجه الطاغية فأمر وكيانوس بتعذيب الفتاة وقطع رأسها.